# Đình Thạch Lỗi
Đình Thạch Lỗi là một ngôi đình nằm ở làng Thạch Lỗi, huyện Cẩm Giàng, tỉnh Hải Dương. Đình được xây dựng vào thời Hậu Lê (khoảng thế kỷ 17) trên nền một ngôi miếu cổ, thờ Lý Quốc Bảo (cháu ruột của vua Lý Nam Đế) và phu nhân là bà Vũ Thị Hương.
Đình Thạch Lỗi là một trong những ngôi đình cổ tiêu biểu của Việt Nam, có quy mô lớn theo kiểu tiền nhất hậu đinh. Các công trình hiện còn bao gồm toà tiền tế 7 gian, toà trung đình 9 gian và 3 gian hậu cung được xây dựng vào cuối thế kỷ 18. Hiện vật của đình còn nhiều cổ vật có giá trị đặc biệt là tấm bia Hành tại đình bi được khắc vào năm Chính Hoà thứ 10 (1689).

## Lịch sử
Theo văn bia ghi lại: "Ngày 21 tháng 5 năm Giáp Tý (1744) đình bị giặc tàn phá, nhân dân phiêu tán, đến năm Canh Ngọ (1750) bắt đầu khôi phục, mua sắm vật liệu, năm Tân Tỵ (1761) sửa đình, chỗ nào dập nát thì tu bổ lại". Năm 1997, đình được xếp hạng di tích quốc gia, sau đó được Nhà nước và nhân dân địa phương đầu tư kinh phí để tu sửa một số hạng mục như tam quan, sân đình và hậu cung...

## Kiến trúc
Đình Thạch Lỗi nằm trên khu đất rộng 1.092m², cao thoáng, bằng phẳng, nhìn về hướng nam. Trước mặt đình bên kia con đường nhỏ là hồ đình rộng 9.370m². Giữa hồ đình có một gò đất tròn mà trong truyền thuyết về phong thủy được gọi là Tam Thai.
Cấu trúc mặt bằng đình được chia thành các lớp trụ biểu, sân đình, tòa tiền tế 7 gian hình chữ nhật, tòa đại đình 7 gian to, 2 gian xép hình chữ đinh. Hậu cung gồm 3 gian nhỏ, được ngăn làm hai. Lớp không gian trong một gian là cấm cung, nơi bày ngai thờ, bài vị hai đức thành hoàng. Hai bên sân đình là hai dải vũ, xung quanh đình có tường bao cao 1,2m. Phía trước có 3 cổng được hình thành bởi các trụ biểu, hai bên có hai cổng.
Tòa tiền tế gồm 7 gian được tạo dựng theo nguyên tắc sự liên kết của các vì kèo. Thành phần chịu lực là các hàng cột được đặt trên đá tảng. Cả tòa tiền tế có 32 cột, khoảng cách các cột cái theo chiều dọc là 3,2m, chiều ngang là 3,7m, khoảng cách từ cột cái đến cột quân là 2,25m, chiều cao của ngôi đình là 5,68m (tính từ nền đình đến thượng lương). Các vì kèo liên kết với nhau bởi hệ thống xà ngang, xà dọc, con rường, kẻ, bẩy. Ráp nối các thành phần kiến trúc là mộng luồn, mộng thắt, mộng mang cá… Mái tòa tiền tế rộng bằng 2/3 chiều cao của ngôi nhà và được làm theo kiểu tầu đao, mái lá thoải dần, 4 đầu đao vuốt vút dần lên ở bốn góc.
Tòa đại đình có quy mô 7 gian và 2 gian xép. Xây dựng theo nguyên tắc sự liên kết của các vì kèo bởi hệ thống xà ngang, dọc, trên, dưới, ngưỡng, con rường, kẻ, bẩy. Tòa đại đình có 6 hàng cột, toàn bộ công trình có 60 cột. Kết cấu một vì kèo của đại đình có 6 hàng cột, các cột liên kết với nhau bởi con rường, kẻ, bẩy, kẻ hiên, và bẩy hiên. Hệ thống vì nóc có kết cấu theo kiểu chồng rường, đấu vuông trơn, xen lẫn đấu vuông tròn. Khoảng cách giữa các cột cái theo chiều ngang là 3,8m; từ cột cái đến cột quân là 1,8m, từ cột quân đến cột hiên là 1,3m. Ba gian giữa của đại đình có diện tích bằng nhau nên khoảng cách các cột theo chiều dọc là 3,2m. Các gian bên phải trái nhỏ hơn nên khoảng cách các cột theo hàng dọc là 3,05m. Hai gian xép ở hai đầu hồi có khoảng cách 2 cột là 1,4m. Kết nối các thành phần kiến trúc ở đây là mộng luồn, mộng xập, mộng thắt, mộng mang cá. Mái toà đại đình rộng và thấp hơn mái tòa tiền tế.